# Maison de France
La maison de France est la dynastie des rois qui ont régné sur la France et leurs descendants (en filiation agnatique) ; plusieurs branches de cette dynastie ont relevé successivement la couronne de France ou régné sur d'autres pays, comme les Deux-Siciles, l'Espagne, la Hongrie, la Navarre ou le Portugal.
Sous la monarchie, les princes mérovingiens et carolingiens étaient englobés dans la maison de France par les historiens et légistes français sous les appellations de première et de seconde race. La dynastie des Capétiens se compose d'un certain nombre de branches qui n'appartiennent pas toutes à la maison de France : de nombreuses branches capétiennes sont issues de bâtardises (filiation naturelle ou adultérine), comme la maison d'Aviz (1357), la maison de Bragance (1377), la maison d'Orléans-Longueville (1403), la maison de Bourbon Busset (1464) ou la maison de Saint-Remy (1557).
L'expression maison de France exprimait, sous l'Ancien Régime, la continuité des institutions politiques du royaume de France, dans ses relations avec les souverains des autres pays. Elle comportait à la fois une dimension familiale (la famille royale et les princes du sang) et une dimension patrimoniale (le domaine royal). La continuité de la maison de France depuis la première race se traduit par la permanence de sa chancellerie et par l'unité de son corpus de droit public.
Cette continuité a été permise par la stabilité des successions des rois qui ont régné sur la France, depuis le traité de Verdun avec les Carolingiens, puis à partir de 987 avec les Capétiens et leurs différentes branches. La politique d'alliances familiales avec les autres maisons princières ou royales permit pendant des siècles d'asseoir la paix, de contrôler les frontières, et d'établir durablement le domaine royal en reprenant le contrôle des anciens apanages sans héritier.
L'avènement en 1316 de Philippe V le Long consacre définitivement le principe selon lequel sont successibles les seuls princes mâles descendants d'Hugues Capet, nés d'un mariage légitime. Les règles édictées par les juristes de l'Ancien Régime ont permis de borner très strictement la qualité de prince du sang, parfois contre la volonté du prince. On se reportera pour ce point à la question des bâtards légitimés, de la religion du prince et des autres lois fondamentales du royaume.

## Apparition de la notion de maison de France
Le terme français « maison », formé sur le participe passé du verbe latin manere = « demeurer, rester », remplace au XIe siècle le mot casa, pour désigner à la fois un domaine permanent (Manse), la famille qui le possède avec ses domestiques (Mesnie) et le bâtiment où elle habite. Au XIIe siècle, dans la Vulgate, il est fait mention de la Domus Saul et de la Domus David. « Maison » était donc propre à qualifier le lignage du « nouveau David », roi Très-Chrétien, oint sur la tête comme les rois d'Israël. C'est au XIIIe siècle que le roi des Francs se dit officiellement roi de France et que les charges de grands officiers du roi, prenant un tour moins personnel et plus réel, se titrent relativement à la France. Par exemple, le maréchal du roi devient le maréchal de France. L'expression « maison de France » est consacrée par le pape Boniface VIII dans sa bulle de canonisation de Louis IX du 11 août 1297 : Gaudeat Dominus inclyta Franciae (« Réjouis-toi, illustre Maison de France »).
Les qualificatifs « très-chrétienne », « sainte », « noble » ont été utilisés pour désigner cette maison mais on a préféré « auguste », notamment à partir de Louis XIV, du fait des résonances sacrées et impériales de ce dernier terme. Les témoignages des auteurs (par exemple, Mathieu Paris) et souverains étrangers qui affirment depuis le XIIIe siècle que c'est la première famille du monde, de même que le roi de France est le premier d'entre les rois sont nombreux.

## Origine de la maison de France

### Les dynasties royales antérieures aux Capétiens
Appelés « rois de la première, deuxième et troisième race » par les anciens officiers ou jurisconsultes de la chancellerie de France, les historiens modernes nomment les dynasties royales françaises depuis le milieu du XIXe siècle du nom d'un ancêtre fondateur : les Mérovingiens du nom de Mérovée, les Carolingiens du nom de Charlemagne et les Capétiens du surnom du roi Hugues (Capet) élu en 987. La maison impériale Bonaparte de Napoléon Ier n'est pas assimilée par les historiens à la « maison de France » mais est considérée comme une dynastie nouvelle parfois appelée la quatrième dynastie.
L'unité du royaume franc s'est faite à travers la succession des rois mérovingiens dès le baptême de Clovis Ier et de Clotilde, date la plus reculée à laquelle les historiens commencent à désigner la Gaule comme la Francie ou la France. Ces lignages se sont toutefois partagé leurs royaumes à chaque génération, y compris à l'époque carolingienne. Il faut attendre les derniers rois carolingiens pour voir la fin du système des partages. Le dernier partage du royaume des Francs eut lieu en 879 à la mort de Louis II. Les enfants mâles cadets des Capétiens directs recevront des terres, le plus souvent au titre d'un comté ; de cette pratique, naîtra le concept d'apanage.

### Les origines de la dynastie royale capétienne
Avant Hugues Capet, deux membres de la famille des Robertiens ont été rois des Francs, avec des règnes intercalés entre ceux des Carolingiens : Eudes et Robert Ier. Ces deux premiers rois sont les fils de Robert le Fort. L'origine de la famille des ancêtres d'Hugues Capet est longtemps restée méconnue et diverses conjectures ont pu être formulées. Au XXe siècle, des travaux de plusieurs historiens, ont permis de dégager un certain nombre d'hypothèses et de quasi-certitudes sur l'histoire et la généalogie des Robertiens. Les ancêtres des Capétiens formeraient un groupe familial constitué de serviteurs des derniers Mérovingiens en Neustrie comme Robert, référendaire de Dagobert Ier puis de proches des premiers Carolingiens en Austrasie comme Robert Ier comte de Hesbaye et de Worms mort en 764.
En 836, un des membres de cette famille, Robert le Fort, prit parti pour Charles II le Chauve contre son frère Lothaire Ier, ce qui le conduisit à quitter ses possessions rhénanes pour la vallée de la Loire où le roi lui remit d'importants comtés. La défaillance des Carolingiens (minorité de Charles III le Simple, morts prématurées de Louis IV, Lothaire et Louis V) conjuguée à l'énergie des Robertiens aussi bien face aux envahisseurs normands que face au pouvoir royal est à l'origine de la montée en puissance de la lignée d'Hugues Capet.
Selon l'historien Karl Ferdinand Werner, du fait de ses origines, la maison de France constitue la plus ancienne dynastie royale en succession masculine du monde.

### Application du terme maison de France aux trois dynasties royales franques
Bien qu'il soit impossible de réunir en une seule et même lignée agnatique les trois dynasties royales franques, les multiples intrications généalogiques avérées entre les trois familles, notamment entre Robertiens et Carolingiens, et leur continuité historique incitèrent à les désigner communément sous l'expression de maison de France. C'est ce que firent des généalogistes de différentes époques comme le frère de Sainte-Marthe, le père Anselme ou Christian Settipani.

## Composition de la maison de France

### La famille royale de France

#### Membres de la famille royale de France
La notion de famille royale se comprend au sens strict comme au sens large. Entre le XVIe siècle et 1830, au sens strict, la famille royale était la famille proche du roi : elle était composée dans l'ordre du cérémonial, du roi, de sa femme (la reine), de sa mère (la reine douairière), de ses enfants et petits-enfants, de ses frères et sœurs, de leurs enfants et des petits-enfants et des époux de chacun d'eux, ainsi que, le cas échéant, des reines épouses de rois de France de branches précédemment éteintes.
Au début de la Restauration, le duc d'Orléans protesta contre le fait que la Charte de 1814 et le roi Louis XVIII distinguent les princes du sang de la famille royale, cette dernière n'étant composée que du roi de France, des enfants et petits-enfants de France ; selon lui, cette distinction de la Maison de France en plusieurs familles était une innovation qui n'existait pas sous l'Ancien Régime.

#### Titres, formules et qualifications dans la famille royale de France
- Le fils aîné du roi était appelé dauphin de France[18],[19] et son épouse la dauphine de France. Louis de France (1661-1711), dauphin de France tout au long de sa vie, est communément appelé le « Grand Dauphin ».
- Les enfants du roi de France étaient appelés enfants de France (fils ou filles de France).
- Les enfants des fils de France autres que ceux du dauphin étaient appelés petits-enfants de France (petits-fils ou petite-fille de France). Ce titre fut créé à l'instigation de Gaston de France afin de donner une préséance de sa fille par rapport aux princesses du sang[20].
- Les enfants du dauphin et ceux du fils aîné du dauphin étaient enfants de France[21],[22] et non petits-enfants de France ou princes du sang.
- Le petit-fils aîné du roi portait un titre d'attente. Louis de France (1682-1712), fils du Grand Dauphin, fut par exemple duc de Bourgogne jusqu'en 1711, puis dauphin pendant quelques mois. Il était le père de Louis XV. Il en était de même pour l'arrière-petit-fils aîné du roi. Celui de Louis XIV portait le titre de duc de Bretagne.
- Le dauphin était appelé Monseigneur, son frère puîné Monsieur, et l'aînée des filles de ce dernier Mademoiselle. La reine, la dauphine et l'épouse de Monsieur étaient appelée Madame.
- Les petits-enfants de France avaient droit à la qualification d'altesse royale[20]. Les enfants de France et le dauphin prirent l'altesse royale sous la Restauration[23]. Gaston de France se l'attribua cependant de sa propre initiative[22].
- Dans les actes les plus officiels (traités, contrats, registres de catholicité)[24], le roi, la famille royale et les princes et princesses du sang étaient désignés par une déclinaison de formules[25] appellatives[N 3], qui varièrent au fil des siècles avant d'être codifiées par un règlement[26] de Louis XIV en 1688 (à l'occasion[27] du mariage du prince de Conti avec l'aînée des filles du prince de Condé) : très haut, très puissant et très excellent prince(sse), pour le roi et la reine ; très haut, très puissant et excellent prince(sse), pour le dauphin et la dauphine ; très haut et très puissant prince(sse), pour les fils et filles de France (et les épouses des fils de France) ; très haut et puissant prince(sse), pour les petits-fils (et leurs épouses) et petites-filles de France, ainsi que pour les princes (et leurs épouses) et princesses du sang.
- On trouve parfois des variantes plus révérencieuses, notamment dans le contrat de mariage (1695) du duc de Saint-Simon, où le roi est qualifié de très haut, très puissant, très illustre et très magnanime prince, le dauphin (et son fils aîné) de très haut, très puissant et très illustre prince, et le duc d'Anjou de très haut, très puissant et très excellent prince.
- La monarchie de Juillet créa pour les filles et la sœur du roi des Français le titre de princesse d'Orléans (ordonnance royale[28] du 13 août 1830), en remplacement de leur titre de princesse du sang, qui cessa d'être utilisé. Pour les dynastes mâles en revanche (à l'époque les seuls fils du roi), dont le titre de prince du sang fut lui aussi abandonné en 1830, aucun titre princier ne fut créé et ils ne conservèrent que le titre personnel qu'ils avaient reçu de Louis XVIII (duc de Nemours, prince de Joinville, duc d'Aumale et duc de Montpensier), à l'exception de l'aîné (Ferdinand-Philippe d'Orléans) qui fut titré prince royal et duc d'Orléans. Toutefois, le titre de courtoisie de prince d'Orléans fut adopté par les descendants de Louis-Philippe Ier après la révolution de 1848, bien que ce titre n'ait jamais existé historiquement[29].
- Avec la mort du comte de Chambord en 1883 et la prétention orléaniste à relever sa succession, le rameau aîné des descendants de Louis-Philippe Ier adopta le titre de courtoisie de prince de France (bien que sous l'Ancien Régime et la Restauration, ni du reste sous la monarchie de Juillet, les dynastes n'aient jamais porté un tel titre[29]). Dès 1884, le quotidien orléaniste Le Gaulois (dont le rédacteur en chef était Henry de Pène, ancien légitimiste rallié aux Orléans) désigna Amélie d'Orléans et Hélène d'Orléans (filles du prétendant Philippe d'Orléans, comte de Paris) sous l'appellation inédite de « princesses Amélie et Hélène de France »[30]. L'usage s'est perpétué jusqu'à nos jours dans la presse orléaniste, et est parfois adopté par les journalistes républicains[31]. De leur côté, les prétendants légitimistes et leur famille ont pris le titre de courtoisie de prince de Bourbon (source?) (qui n'existait pas[29] non plus sous la monarchie).

#### Patronymes dans la famille royale de France
Le roi et la reine de France n'ont pas de patronyme. Les enfants de France (fils de France et filles de France, autrement dit les enfants du roi, mais aussi les enfants du dauphin, et même les enfants du fils aîné du dauphin) portent le patronyme « de France ». Cet usage est ancien car il remonte à la fin du XIIIe siècle. Le roi, la reine, le dauphin, la dauphine, ainsi que les enfants de France et les épouses des fils de France, signent de leur prénom seul, sans numéro ni surnom. C'est un privilège qui leur est réservé et qui marque leur prééminence au-dessus de tous les autres dynastes, qui doivent eux signer en ajoutant leur patronyme après leur prénom.
Les petits-enfants de France portent pour patronyme le nom de l'apanage qui a été conféré à leur père (ainsi, le Régent s'appelait Philippe d'Orléans et non Philippe de France). S'ils font souche, ce nom devient leur patronyme héréditaire, comme pour la famille d'Orléans. C'est ainsi que les princes du sang ont pour patronyme le nom de l'apanage du fils de France dont ils descendent. Toutefois, quand une branche de princes du sang accède au trône en devenant la branche aînée de la dynastie, elle prend alors le nom « de France ».
Lors de la Révolution française, le patronyme de la famille royale est « Capet ».
La chute de la monarchie en 1830 a mis fin à cette transmission onomastique particulière, et de nos jours les membres de la branche aînée (issue de Louis XIV) de la maison de France s'appellent « de Bourbon » (car ce nom a été adopté par leurs ancêtres communs, Charles Ier et son frère Philippe Ier, ducs de Parme) — à l'exception notable de la famille régnante du Luxembourg, qui porte le nom de Nassau, tandis que la branche cadette du roi des Français Louis-Philippe et de son père Philippe Égalité porte depuis 1662 le patronyme « d'Orléans » (ou d'Orléans et Bragance pour les descendants de Gaston d'Orléans, comte d'Eu).

### Les princes du sang de France
Les maisons cousines issues légitimement, par les mâles, d'un petit-fils de France étaient composées des princes et princesses du sang de France,.
Les princes et princesses du sang portaient généralement comme patronyme le nom du fief principal de leur apanage comme le petit-fils de France dont ils étaient issus. Ainsi, les enfants de Charles de France, duc de Berry, portèrent-ils pour patronyme de Berry et non de France.
Les princes du Sang de France étaient altesses sérénissimes. Charles X, au lendemain de la mort de Louis XVIII et afin de faire plaisir à son cousin Louis-Philippe d'Orléans, attribua aux membres de la famille de ce dernier le prédicat d'Altesse royale,.
Les princes du Sang étaient aptes à occuper le trône en cas d'extinction de la famille royale. C'est ce qui se produisit en 1589 après la disparition des Valois. En revanche, Philippe VI qui succéda à Charles IV et fut le premier Valois n'était pas un prince du sang mais un petit-fils de France au moment de son accession au trône (encore que ces distinctions et l'expression de prince du sang soient postérieures à cet événement).
Premier prince du Sang fut un titre officiel de l'ancienne monarchie française à partir de 1527. Il était attribué, par le roi, au prince du Sang situé juste après les fils de France et les petits-fils de France, selon l'ordre dynastique prévu par les lois fondamentales du royaume de France. La branche des Bourbon-Condé le porta jusqu'à la mort d'Henri-Jules de Bourbon-Condé en 1709. Ce dernier ne descendant pas de Louis XIII mais seulement de saint Louis, il aurait pu perdre ce titre le 4 août 1703 au profit du duc de Chartres (premier arrière-petit-fils de Louis XIII qui ne soit pas fils de France), mais Louis XIV n'attribua le titre au duc de Chartres (fils du futur régent de France) qu'en 1709. Ensuite, le titre continue d'être conféré aux ducs d'Orléans descendants du Régent, jusqu'à l'avènement de Louis-Philippe en 1830. Toutefois, ne descendant pas, en ligne agnatique, de Louis XIV mais seulement de Louis XIII, Louis d'Orléans aurait pu perdre le titre le 13 juin 1747 au profit de Philippe de Bourbon, duc de Calabre (premier arrière-petit-fils du Grand Dauphin qui ne soit pas fils de France). Louis XV laisse néanmoins le titre de premier prince du sang à Louis d'Orléans (1703-1752). Le titre reste ensuite à l'aîné des Orléans. La maison d'Orléans le porte jusqu'en 1830, date à laquelle Louis Philippe d'Orléans devient roi. Ce dernier ne descendant pas de Louis XV mais seulement de Louis XIII, il aurait pu perdre le titre le 29 septembre 1820 au profit d'Henri d'Artois, duc de Bordeaux (premier arrière-petit-fils du dauphin Louis (1729-1765) qui ne soit pas fils de France). Louis XVIII laisse néanmoins le titre de premier prince du sang à Louis Philippe d'Orléans (1773-1850) — qui le porte jusqu'à son règne — et titre le duc de Bordeaux, petit-fils de France dès sa naissance, bien qu'il ne soit que prince du sang au regard de son rang dynastique.
Ces diverses branches légitimes ont été étudiées par les légistes du roi dès le XVIe siècle et leurs généalogies imprimées dans la notable Histoire généalogique de la maison royale de la France et des grands officiers de la couronne du Père Anselme à partir de 1674. Les familles de princes du Sang furent nombreuses mais la plupart sont aujourd'hui éteintes en ligne légitime.

### Le domaine royal
Il comprend un grand domaine, qui correspond au domaine public, le petit domaine, qui est le domaine privé de la famille royale, et le domaine concédé inaliénable, comme les apanages ou les grandes charges qui ne sont pas héréditaires.
C'est à tort que l'on montre dans les livres d'histoire du XIXe siècle des cartes historiques de la France dans lesquelles on considère comme une date d'acquisition de chaque province, celle de sa dernière réunion au domaine royal. En effet, toutes ces provinces qui mouvaient de la couronne sont d'anciennes possessions royales qui avaient été précédemment concédées, le plus souvent à un prince de sang.

## La maison de France sous la monarchie
Cette maison est issue de la dynastie robertienne. La maison capétienne a régné en France de 987 à 1792, et de 1814-1815 à 1848. Elle a donné naissance à d'autres dynasties qui ont régné en Europe, en Afrique, en Asie et en Amérique si l'on tient compte des possessions hors d'Europe de royaumes européens.

### Les Capétiens directs
En 987, Hugues Capet inaugure la troisième race des rois de France, celle qui va régner de la manière la plus longue sur la France. La couronne étant donnée à l'héritier de son père, du vivant de celui-ci, la dynastie assoit sa légitimité et au principe d'élection, qui lui a donné le trône, est substitué le principe d'hérédité déjà présent dans les précédentes dynasties. La ligne directe s'éteint en 1316 avec la mort de l'enfant-roi Jean Ier. Son oncle et régent Philippe V conserve le trône, puis c'est son jeune frère qui lui succède brièvement. Ces deux derniers règnes laissent le temps aux légistes de la cour royale de conforter le principe de la loi salique en attribuant le trône au comte de Valois, mâle le plus proche en ligne masculine, contre Jeanne de Navarre, Jeanne de Bourgogne (et son fils Philippe), Marguerite de Flandre, Isabelle de Viennois, Blanche de France ou Édouard III d'Angleterre, héritiers en ligne féminine.
La maison de France, dans sa ligne des Capétiens directs, a produit nombre de maisons cadettes dont :
- première maison de Bourgogne (1011-1361) dont furent issus les rois de Portugal ;
- seconde maison de Vermandois (1057-1167) ;
- maison de Dreux (1123-1590) dont furent issus les ducs de Bretagne ;
- maison de Courtenay (1126-1768) ;
- première maison d'Artois (1216-1472) ;
- première maison d'Anjou (1221-1414) et rois de Hongrie ;
- maison de Clermont (depuis 1256), devenue maison de Bourbon (puis maison de France en 1768), qui accéda au trône en 1589 avec Henri IV ;
- maison d'Évreux (1276-1404) qui donna plusieurs rois de Navarre.

Chaque branche s'entend avec chacune de ses ramifications légitimes (et les branches bâtardes, qui ne font pas partie de la maison de France, mais dont certaines subsistent encore comme la maison de Bragance, la maison de Lancastre, la maison de Sousa-Coutinho (issues de la première maison de Bourgogne) et quelques branches illégitimes issues de la maison de Bourbon et de la seconde maison de Bourgogne[réf. nécessaire]. Se reporter pour les détails à la généalogie générale des Capétiens.

### Les Valois
La maison de Valois, issue d'un frère cadet de Philippe IV le Bel, accède au trône en 1328, à la faveur de la succession de Charles IV le Bel. Devenue maison royale, elle donna naissance à plusieurs branches, désormais toutes éteintes en ligne masculine. La ligne directe s'étant éteinte avec Charles VIII de France, lui succéda un prince de la seconde maison d'Orléans (cadet des Valois), dite improprement « de Valois-Orléans », sous le nom de Louis XII de France (1498-1515). Lui-même étant mort sans hoir mâle, c'est le rameau ou maison d'Orléans-Angoulême qui lui succède jusqu'en 1589. Les branches de cette dernière maison royale n'ont pas excédé plus d'une génération.
- Maison de Valois (1270-1589) devenue famille royale de France en 1328, dont :
  - maison d'Alençon (1297-1346),
  - première maison d'Orléans (1336-1375),
  - maison d'Anjou (1339-1481),
  - maison de Berry (1340-1416),
  - seconde maison de Bourgogne (1342-1498),
  - seconde maison d'Orléans (1372-1515) devenue famille royale de France (avec Louis XII) en 1498, dont :
    - maison d'Orléans-Angoulême (1400-1589) - famille royale de France en 1515.

### Les Bourbons
Le 29 juin 1768, avec la mort d'Hélène de Courtenay (1689-1768), s'éteignit la branche de Courtenay de la dynastie capétienne. Les descendants de Charles de Bourbon (grand-père d'Henri IV) — eux-mêmes issus des ducs de Bourbon et, par ceux-ci, du dernier fils de saint Louis — devinrent alors la seule branche capétienne dynaste.
C'est pourquoi, officiellement depuis 1768 (en pratique, depuis plus longtemps encore, les derniers Courtenay étant peu connus), la maison de France put être couramment appelée « maison de Bourbon ».
La maison de Bourbon donna naissance à plusieurs branches nommées d'après l'apanage des fils de France qui en sont à l'origine.
- La quatrième maison d'Orléans : elle est issue de Philippe de France, frère de Louis XIV et est toujours représentée.
- La cinquième maison d'Anjou (Bourbon-Anjou) : elle est issue de Philippe de France, petit-fils de Louis XIV et est toujours représentée.
- La maison de Provence : elle se résume au futur Louis XVIII avant son accession à la couronne,
- La seconde maison d'Artois : elle devint famille royale de France en 1824 avec Charles X.

Les princes issus de ces différentes branches prenaient le nom de leur branche. Ainsi, les princes d'Orléans ne portent pas le nom de Bourbon ; de même, comme son père avant lui le comte de Chambord avait pour patronyme d'Artois et non de Bourbon. La seule branche ayant conservée le nom « de Bourbon » est la branche d’Espagne dite de Bourbon-Anjou. Leur nom est « de Borbón ».

## La maison de France durant la monarchie de Juillet et le Second Empire
Le chef de la maison de France, fut jusqu'en 1830, le roi de France. Ensuite ils furent l'ancien roi Charles X, puis en 1836 le comte de Marnes, et enfin en 1844 le comte de Chambord, jusqu'à sa mort en 1883. Ils sont prétendants sous les règnes de Louis-Philippe Ier et de Napoléon III.

## La maison de France après la monarchie
Depuis le décès du comte de Chambord, les royalistes français se divisent sur la question de la succession entre partisans des Bourbons et partisans des Orléans.
Les premiers identifient maison de Bourbon et maison de France (comme le faisait notamment l'édit de Louis XV en 1717, excluant les légitimés de la succession au trône de France), alors que pour les seconds, la maison de France s’identifie avec la seule maison d'Orléans et n'est qu'une composante de la maison de Bourbon.
La règle de la primogéniture mâle pour la transmission de l'ancienne couronne de France est donc soumise, depuis le décès du comte de Chambord, à la reconnaissance ou non par les partisans des uns ou des autres d'un principe d'exclusion des étrangers et de leur descendance de la succession au trône de France, ainsi que des renonciations prononcées lors des traités d'Utrecht de 1713 fondant l'impossibilité de réunir les royaumes d'Espagne et de France. Cette volonté de Charles II d'Espagne en 1700 fut aussi celle des puissances européennes que Louis XIV, malgré ses victoires lors la guerre de Succession d'Espagne, ne parvint pas à infléchir.

### Maison de Bourbon issue de Louis XIV
Cette branche est issue de Philippe de France (Versailles 1683-1746), duc d'Anjou avant son accession au trône d'Espagne, fils cadet du Grand Dauphin, lui-même fils aîné du roi Louis XIV.
Les descendants de Philippe V ont pour patronyme de Bourbon. Selon l'ancienne tradition royale française, ils auraient dû porter le nom de l'apanage conféré au fils de France dont ils sont issus. Mais Philippe V ayant accédé à la couronne d'Espagne avant de recevoir un apanage, les princes qui en sont issus ont repris le nom de Bourbon que portait leur ancêtre direct, Antoine de Bourbon. Le titre de duc d'Anjou fit retour à la couronne.
Selon les usages nobiliaires français, le chef de la maison de France est l'aîné de tous les descendants légitimes d'Hugues Capet, et selon les lois fondamentales du royaume, cet aîné est l'héritier de la couronne de France. La renonciation qui a été faite par son ancêtre aux traités d'Utrecht, est considérée comme inopérante du fait de l’indisponibilité de la couronne.
Le chef de la maison de France serait donc, actuellement, Louis de Bourbon (1974), duc d'Anjou, aîné des descendants de Louis XIV. Il est connu dans les cercles légitimistes (et dans la presse française et espagnole) sous le nom de Louis XX.
Comme son père Alphonse de Bourbon (1936-1989), Louis de Bourbon s'intitule « chef de la maison de Bourbon ». Il possède la nationalité française, héritée de son père, né de mère française. Son grand-père Jacques Henri de Bourbon, de nationalité espagnole, s'était déclaré « chef de la maison de France » à la mort de son père, l'ancien roi Alphonse XIII d'Espagne. Louis de Bourbon porte les pleines armes de France ; son père s'en était vu confirmer le droit par la justice française.
Leurs partisans sont généralement appelés « légitimistes », leurs adversaires préférant les termes de « Blancs d'Espagne ».

### Maison d'Orléans issue de Louis XIII
Cette branche commence avec le deuxième fils de Louis XIII : Philippe de France, fils de France et duc d'Orléans. Son fils, le Régent, épouse Françoise Marie de Bourbon, une fille bâtarde légitimée de Louis XIV.
Selon les partisans de la branche cadette des Bourbons, ou maison d'Orléans, qui reconnaissent la validité des renonciations des traités d'Utrecht (1713), le chef de la maison de France doit être le chef de la maison d'Orléans, descendant de Philippe de France (1640-1701), duc d'Orléans, et de Louis-Philippe Ier, premier prince du sang puis roi des Français : le comte de Paris, « Jean IV » pour ses partisans. De plus, les orléanistes considèrent que le chef de la Maison de France doit être l'aîné des Bourbons légitimes restés continûment français,, ce qui est paradoxal puisqu'Henri IV, père de Louis XIII, était Navarrais de naissance – Henri IV ayant regné en Navarre sous le nom d'Henri III.
Les partisans des Orléans sont appelés « orléanistes », selon certains d'entre eux à tort car les Orléans seraient devenus les héritiers légitimes du comte de Chambord à sa mort. Historiquement, ce terme s'appliquait aux partisans du régime de Louis-Philippe Ier, contre les partisans du comte de Chambord (les légitimistes) ou de la famille Bonaparte (les bonapartistes).
De plus, le terme « orléanisme » renvoie au XIXe siècle à une tradition politique, celle d'une monarchie constitutionnelle, parlementaire et sécularisée qui n'est pas forcément celle de tous les partisans de la maison d'Orléans. Néanmoins, indépendamment des débats idéologiques, dans l'usage courant, « orléaniste » désigne un partisan de la maison d'Orléans quelle que soit sa conception de la monarchie.

## Autres descendances issues de la maison de France
La maison de France a donné non seulement trente-sept rois de France mais aussi treize rois à Naples et la Sicile, dix rois à l'Espagne, quatre rois à la Hongrie, trois rois à la Pologne, trois empereurs à Constantinople et par voie illégitime trente-deux rois au Portugal et deux empereurs au Brésil.
Au-delà des familles souveraines, une recherche, commencée avec les Cahiers de Saint-Louis, a été entreprise pour identifier toutes les personnes et familles vivantes actuellement, et pouvant prouver qu'elles descendent du roi Louis IX (Saint Louis) y compris par filiation féminine ou naturelle.